# 二木幸生
二木 幸生（ふたつぎ ゆきお、1970年 - ）は、日本のゲームクリエイター。セガサターン用ソフト『パンツァードラグーン』、『パンツァードラグーン ツヴァイ』、『AZEL -パンツァードラグーン RPG-』や、Xboxの『ファントムダスト』のディレクターを務めたことで知られている。『クリムゾンドラゴン』などのゲームを開発したグランディングの代表取締役である。

## 略歴
神戸で育ち、神戸の高校に通った。
小学校時代にサンフランシスコで1年間過ごしたとき、ポンやスペースインベーダーなどのゲームの虜になり、後に他の趣味である映画製作よりもビデオゲームのキャリアを追求することを選んだ。これについて二木は、「自分の人生をかけるならば、当時斜陽産業と言われていた映画業界に行くよりも、将来的に大きな可能性を秘めたゲーム業界に行きたいとその時に思いました」と語っている。彼は筑波大学に通い、コンピューターサイエンスの学位を取得した。
1991年に大学を卒業し、セガに就職した。2年間ほど「単調な仕事」をこなした後、『パンツァードラグーン』の開発を提案した。セガ側が承認したため、提案者として開発責任者となり、1995年のセガサターンの販売開始までに開発することが目標となった。元々シューティングゲーム及びレースゲームの開発を許可されていて、レースゲームとして作ることを考えていたが、『ゲイルレーサー』に開発許可が与えられたため、シューティングゲームとしての開発を余儀なくされた。当時AM2研が開発していた『バーチャファイター』で、ポリコンで作られたキャラクターのやわらかい動きを見て、「これだ!」と感じたという。また、元々は乗り物として車を使う予定だったが、開発チームで何に乗ってみたいか話し合い、自機がドラゴンに決定した。制作中、二木は『スターブレード』に大きな影響を受けた。
『パンツァードラグーン』のヒットを受け、開発チームは続編である『パンツァードラグーン ツヴァイ』と『AZEL -パンツァードラグーン RPG-』の同時制作に取り掛かった。
『AZEL -パンツァードラグーン RPG』の発売後、二木はセガを退職した。コナミに就職し、『RING of RED』の開発にかかわった後、SIEジャパンスタジオに転職し、PlayStation 2のゲーム『げんしのことば』を開発した。その後二木はマイクロソフトに転職し、ゲーム『ファントムダスト』を提案。開発ディレクターとなり、2004年にXbox用ソフトとして発売した。発売後、二木はデザインマネージャーとなり、Xbox 360初期に開発されたゲームが日本での発売に適切か判断した。2013年11月、『ファントムダスト』の続編への考えがあり、マイクロソフトが要請したら開発すると言及していた。彼はKickstarterを使って資金を集めることに興味を示していたが、地理的な制限によって実現しなかった。

### グランディング
2007年、二木は株式会社グランディングを共同設立。同社の最初のゲームとして、Wiiウェアの『あそべる絵本 とびだスゴロク!』とDSiウェア用の『あそべる絵本 マインド テン』をリリース。その他、3DS用の『ひらり 桜侍』など、数多くゲームをリリースした。  
2010年、二木は、グランディングがXbox 360のKinectを利用したゲームを開発中であると発表。このゲームは後に『クリムゾン ドラゴン』と名付けられ、一部はパンツァードラグーンの後継のようなものであると言った。Xbox 360へのリリースを断念するなど、予定よりも少々遅れたが、2013年11月22日、Xbox One用に発売が開始された。二木は、RPGの続編を作るため、このゲームが成功することを望んでいた。また、『パンツァードラグーン』を高画質でリメイクしたいとも発言した。
二木曰く、グラウンディングは同社のゲームの結果として任天堂・マイクロソフトの両方と良好な関係を築いており、モバイルゲームでの仕事や、任天堂と再び協力することに興味がある。二木は、自分の経歴を振り返り、「前は全ての事を自分だけでやりたいと思っていたが、周りの人の才能を頼って、総和を上回るものを作った方が良いと学んだ」と発言した。
2018年、グランディングは、SWERYの『The Good Life』の開発に参加することを発表した。その後Kickstarterキャンペーンを始め、2021年10月15日に発売された。2020年9月、Apple Arcade で『ワールズエンドクラブ』がリリースされ、翌年5月にNintendo Switch対応版の発売も開始された。